# Aleksandr Mironow
Aleksandr Nikołajewicz Mironow (ros. Александр Николаевич Миронов, ur. 1896, zm. 1968) – pułkownik NKWD, naczelnik wewnętrznego więzienia NKWD-MGB ZSRR, zbrodniarz stalinowski.
Syn parobka, skończył 2-letnią szkołę wiejską we wsi Kubinskoje w guberni wołogodzkiej. Początkowo był pracownikiem fizycznym, murarzem, później konduktorem. 1915 wcielony do armii carskiej i wysłany na front zachodni, walczył z Niemcami, 1916 mianowany chorążym. Od 1918 w Armii Czerwonej, od 1923 w OGPU, 1932 wstąpił do WKP(b). Naczelnik wewnętrznego więzienia NKWD, później MGB ZSRR. W 1940 wraz z Wasilijem Błochinem i Lwem Włodzimirskim brał udział w porwaniu i zamordowaniu (na rozkaz Stalina i Berii) żony marszałka Grigorija Kulika, Kiry Simonicz-Kulik. Od 1953 na emeryturze.